# Dai Wei
Dai Wei is een Chinees filmregisseur en -producent. Ze is directeur van Dai Wei Company in Peking.
Ze studeerde aan de Media and Communication University of China en behaalde vervolgens haar master aan de filmacademie van Peking.
Dai organiseerde veertig artiestenbeurzen, waaronder de Chinees-Koreaanse Song Meeting en de Celebration of Global Chinese Music Award. Verder had ze de regie over rond honderd muziekvideo's.
In 2006 bracht ze haar eerste bioscoopfilm uit, Ganglamedo, dat ook wel de eerste musical van Tibet wordt genoemd. In 2010 kwam ze met Once Upon a Time in Tibet, een romantisch filmdrama met een budget van $ 2.000.000.
Anno 2011 werkt ze aan de film The Kingdom of Guge met een budget kent van $ 8.000.000. De film speelt zich af in het oude Tibetaanse koninkrijk Guge.  Ook haar andere films hebben Tibet als onderwerp.

## Filmografie
Regie en productie:
- 2006: Ganglamedo
- 2010: Once Upon a Time in Tibet